# Capparicordis
Capparicordis  es un género de plantas con flores de la familia Capparaceae.   Comprende 3 especies descritas y   aceptadas.

## Taxonomía
El género fue descrito por Iltis & Cornejo  y publicado en Brittonia 59(3): 246–254, f. 1–4. 2007. La especie tipo es: Capparicordis crotonoides (Kunth) Iltis & Cornejo	

## Especies aceptadas
A continuación se brinda un listado de las especies del género Capparicordis aceptadas hasta octubre de 2013, ordenadas alfabéticamente. Para cada una se indica el nombre binomial seguido del autor, abreviado según las convenciones y usos.
- Capparicordis crotonoides (Kunth) Iltis & Cornejo
- Capparicordis tweediana (Eichler) Iltis & Cornejo
- Capparicordis yunckeri (Standl.) Iltis & Cornejo